# Provinz Bío-Bío
Die Provinz Bío-Bío (spanisch Provincia de Bío-Bío) ist eine Provinz in der chilenischen Región del Biobío. Die Hauptstadt ist Los Ángeles. Beim Zensus 2017 lag die Einwohnerzahl bei 395.060 Personen.

## Geschichte
Die Provinz Bio-Bío wurde am 13. Oktober 1875 als Teil der Provinz Arauco gegründet. Im Jahr 1887 spaltete Präsident José Manuel Balmaceda die Provinz Malleco ab. Die Provinz wurde nach dem Fluss Bio-Bío benannt, der durch sie fließt.

## Geographie
Es grenzt im Norden, Westen und Süden an die Provinzen Concepción, Arauco bzw. Malleco und im Osten an Argentinien. Sie hat eine Fläche von 14.987,9 km² und viel bewaldetes und gebirgiges Land, und exportiert in großem Umfang Holz. Auch Wein wird hier angebaut.

## Gemeinden
Die Provinz Bío-Bío gliedert sich in 14 Gemeinden:
- Alto Bío-Bío
- Antuco
- Cabrero
- Laja
- Los Ángeles
- Mulchén
- Nacimiento
- Negrete
- Quilaco
- Quilleco
- San Rosendo
- Santa Bárbara
- Tucapel
- Yumbel